# 40 mm armata przeciwlotnicza Mark VIII
Armata przeciwlotnicza 40 mm (2pdr) Mark VIII– brytyjska morska automatyczna armata przeciwlotnicza z lat 30. XX wieku, standardowe lekkie działo przeciwlotnicze brytyjskich okrętów okresu II wojny światowej, używana głównie w postaci sprzężonej po 4 i 8 luf. Potocznie nazywana była powszechnie: pom-pom, podobnie jak starsza jednolufowa wersja Mark II.

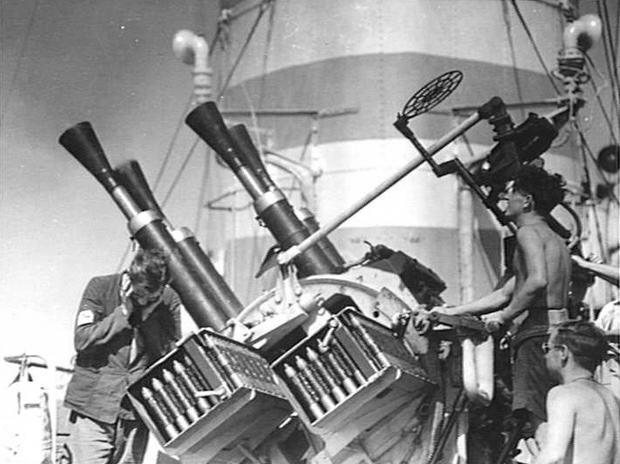
Poczwórny pom-pom na podstawie Mk VII na niszczycielu HMAS „Nizam”

## Historia powstania
Armata kalibru 40 mm Mark VIII (w skrócie Mk VIII, oryginalnie kaliber oznaczany jako 2-funtowy, ang. 2pdr) była rozwinięciem armaty tego kalibru Mark II z okresu I wojny światowej, opracowanym w celu umożliwienia montowania armaty na sprzężonych podstawach. W latach 1921–1922 testowano doświadczalną podstawę sześciu sprzężonych armat Mark II na krążowniku HMS „Dragon”, z zachęcającym skutkiem, w rezultacie czego zdecydowano opracować ulepszoną armatę . Taka sama, jak w Mark II, pozostała lufa i amunicja, lecz obok wprowadzenia nowej wielolufowej podstawy, ulepszono automatykę działa. Zwiększenie niezawodności spowodowało zastąpienie nabojowej taśmy parcianej przez metalową .
Prace nad sprzężonymi ośmiolufowymi armatami 40 mm rozpoczęto w firmach Vickers i Armstrong; zwyciężył prostszy projekt Vickersa z 1923 roku. Z powodów oszczędności budżetowych dopiero jednak w 1927 roku zbudowano prototyp i przetestowano na poligonie, a w 1928 roku na morzu, na krążowniku liniowym HMS „Tiger”.

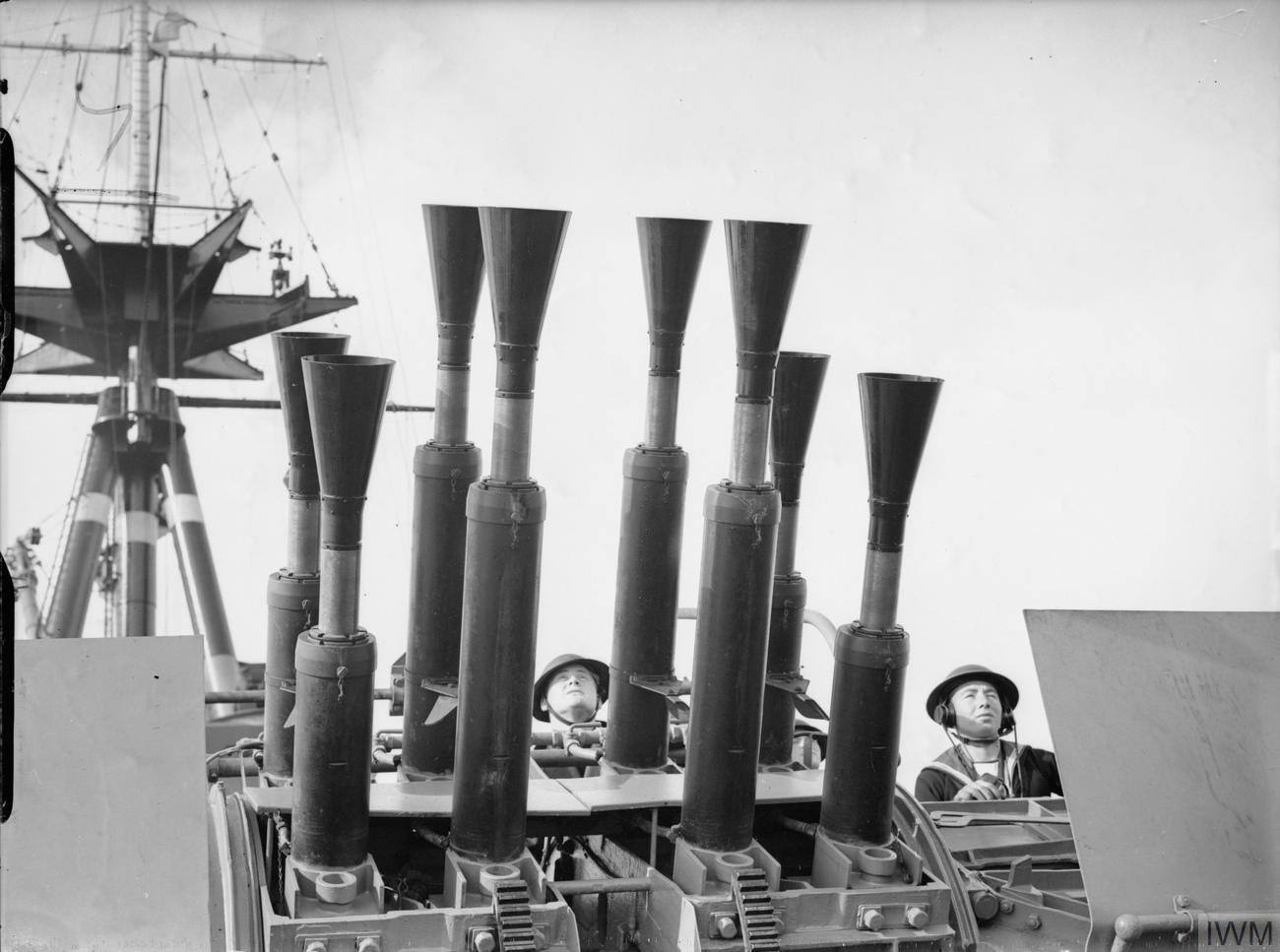
Ośmiolufowy pom-pom na pancerniku HMS „Rodney”

## Produkcja i warianty
Od 1930 roku ośmiolufowe podstawy armat 40 mm zaczęły wchodzić na wyposażenie prawie wszystkich okrętów głównych klas Royal Navy, nowych i modernizowanych, zaczynając od pancernika HMS „Valiant”, następnie: HMS „Nelson”, „Rodney”, „Revenge”, „Hood” i innych okrętów liniowych, lotniskowców i niektórych krążowników. Stosowano dwa zasadnicze wzory podstaw ośmiolufowych dla armat Mk VIII – Mark V i nowszy Mark VI. Naprowadzanie dział odbywało się za pomocą systemu elektro-hydraulicznego, napędzanego silnikiem o mocy 11 KM. Początkowo działka były synchronizowane wzajemnie za pomocą mechanizmu napędzanego korbą odpalającą, dla lepszej stabilności przy strzelaniu, co ograniczało szybkostrzelność do 96–98 strzałów/min., lecz w 1939 roku zrezygnowano z tego w podstawach ośmiolufowych i wprowadzono podstawy Mk VA i Mk VIA, w których działka prowadziły ogień w pełni automatyczny, z szybkostrzelnością 115 strz./min . Podstawy RP 10, RP 11 oraz RP 50 Mark VIA* mogły być kierowane zdalnie z centralnego stanowiska kierowania ogniem.
W 1935 roku opracowano lżejszą, poczwórnie sprzężoną podstawę Mark VII dla dział Mk VIII. Testowana była na niszczycielu HMS „Crusader”. Używana była na nowych niszczycielach, począwszy od typu Tribal, oraz na nowych i modernizowanych krążownikach, a także niektórych innych okrętach. Na niszczycielach montowana była jedna podstawa na śródokręciu, na krążownikach zwykle dwie. W podstawowym wariancie Mk VII naprowadzanie na cel było ręczne, przez dwóch celowniczych obracających korbami (na kierunek i wysokość), a odpalanie także było dokonywane za pomocą ręcznej korby. Szybkostrzelność wynosiła 96–98 strzałów/min . Później, w wersji Mk VII*P wprowadzono napędy elektro-hydrauliczne, uruchamiane za pomocą joysticka. Podstawa RP 50 Mk VII* mogła być kierowana zdalnie lub za pomocą joysticka.
W połowie lat 30. opracowano dla armaty Mark VIII także prostą pojedynczą podstawę Mark VIII, naprowadzaną ręcznie. Podczas II wojny światowej opracowano nowsze pojedyncze podstawy Mark XV i XVI, naprowadzane mechanicznie, będące modyfikacją udanej podwójnej podstawy działka 20 mm Oerlikon Mark V (armata 40 mm była na nich zamocowana po prawej stronie siedzącego operatora). Pojedyncze działka były używane głównie na małych okrętach w przybrzeżnej służbie eskortowej, ale także uzupełniająco na niszczycielach i innych okrętach. Podstawy Mark XVI były wyposażone w stabilizowane przyrządy celownicze i używane w 1945 na Pacyfiku do walki z kamikaze.
W 1938 opracowano nowszą amunicję dla armaty 40 mm, o większej prędkości wylotowej (HV – High Velocity), lecz wymagała ona zmian konstrukcji zamka i nie była zamienna ze starą amunicją, oznaczoną LV (Low Velocity) . W konsekwencji, podczas wojny produkowano armaty zarówno starszego i nowszego typu . Podstawy dla armat strzelających amunicją o większej prędkości wylotowej oznaczane były gwiazdką (np. Mark VII*). Same armaty Mk VIII strzelające pociskami HV miały oznaczenia CHV lub AHV (dla wersji synchronizowanej – controlled lub automatycznej).

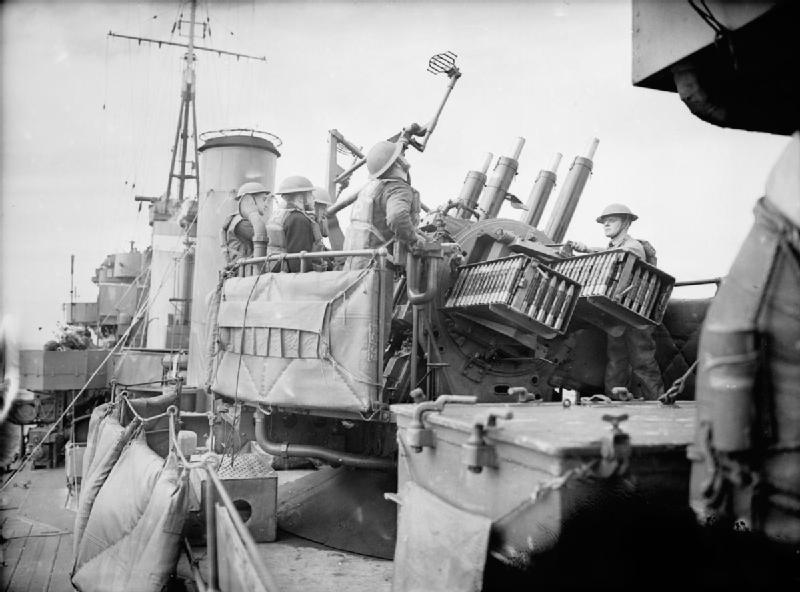
Poczwórny pom-pom na podstawie Mk VII na niszczycielu HMS „Zulu”

## Ocena
Armata była stosunkowo nowoczesną bronią w momencie jej wprowadzenia do służby, skuteczną na bliskie odległości z uwagi na dużą szybkostrzelność i gęstość ognia w wersji sprzężonej, ale w momencie wybuchu II wojny światowej, w związku z rozwojem techniki lotniczej i niską prędkość początkową pocisku, była to już broń praktycznie przestarzała . W założeniu armaty tego typu miały postawić "zasłonę" ognia, która miała odstraszyć atakujące samoloty, w praktyce nigdy nie opracowano odpowiedniego pocisku smugowego i nie udało się osiągnąć tego efektu. Z powodu krótkiej lufy pociski miały stosunkowo niską prędkość wylotową, a co za tym idzie, niewielki skuteczny zasięg i pułap. Krytykowano także mały ładunek wybuchowy pocisku i zapalnik. Broń była bardzo ciężka (podstawa ośmiolufowa – 15-16 t, czterolufowa – 9-11 t w zależności od wersji), co ograniczało ich zastosowanie do odpowiednio dużych okrętów oraz liczbę przenoszonych na nich podstaw, była też trudna w produkcji. Mechanizmy armaty były skomplikowane, co wymagało starannej obsługi, lecz w praktyce była bardzo podatna na zacięcia. W raporcie po zatopieniu przez japońskie samoloty HMS "Prince of Wales" oceniono, iż pojedyncza armata Bofors 40 mm była bardziej skuteczna od wszystkich "pom-pomów" razem wziętych.

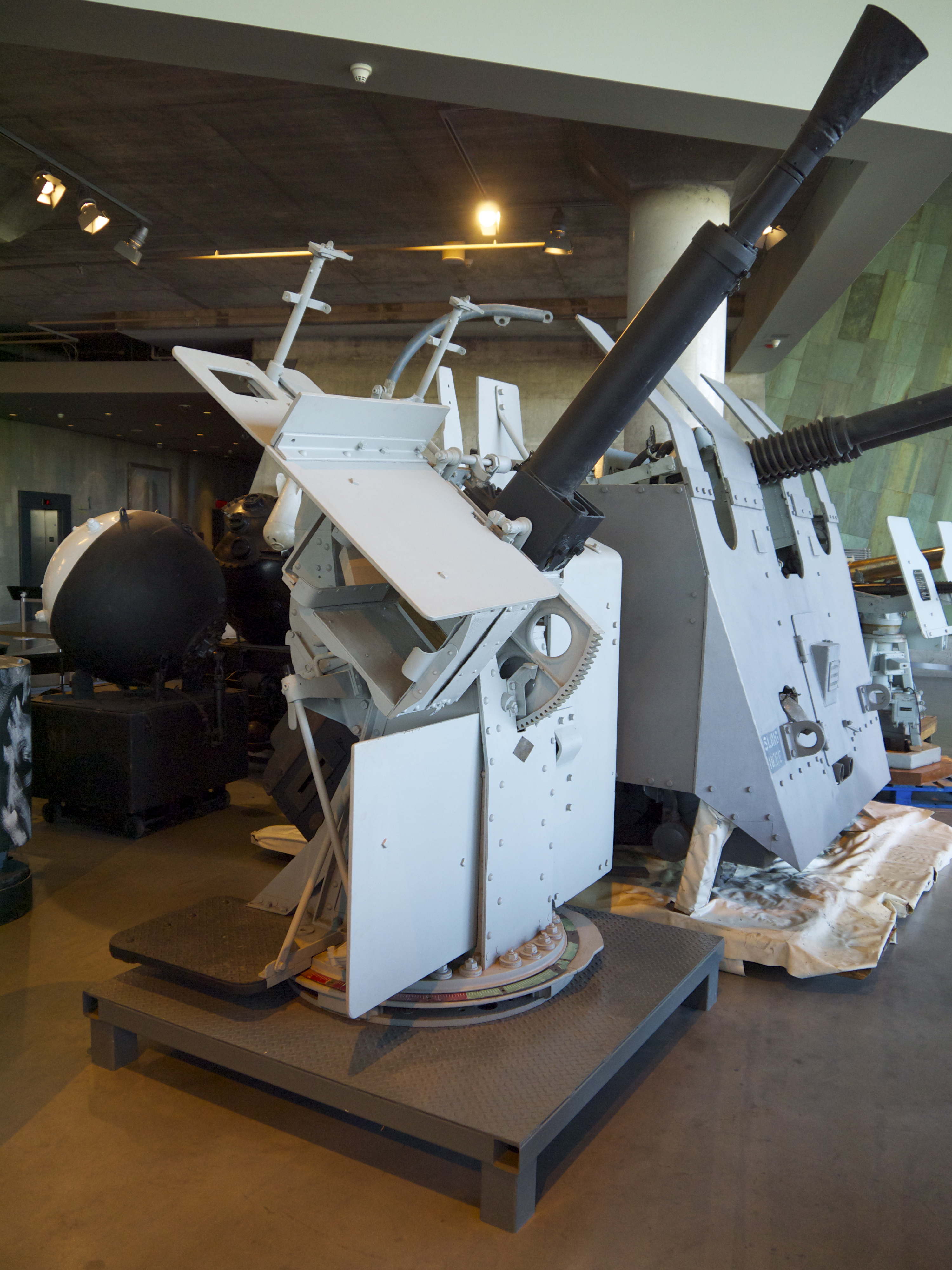
Pojedynczy "pom-pom" na podstawie Mk VIII z kanadyjskiej fregaty HMCS Kamloops

Armata Mark VIII stanowiła najliczniejsze działo tego kalibru na okrętach Wielkiej Brytanii i jej dominiów podczas II wojny światowej. Dopiero od 1941-1942 zaczęła ją powoli zastępować armata Bofors 40 mm. Pomimo wad, broń była produkowana i używana do końca drugiej wojny światowej, przede wszystkim dlatego, że nie nadążano z produkcją armat Boforsa. Skuteczność armaty wzrosła, kiedy pod koniec wojny zaprojektowano dla niej radarowy celownik i poradzono sobie wreszcie z problemem zacięć i wadliwych zapalników. W Wielkiej Brytanii wyprodukowano 6691 armat Mk VIII (w tym 12 prototypowych), a dalsze 843 w Kanadzie.
Około 500 dział zbliżonych do modelu Mk VIII Vickers wyprodukował, począwszy od 1925, na eksport do Japonii, gdzie były używane jako działo 40 mm HI Typ 91 na podstawach pojedynczych lub podwójnych. Zasilane były z taśm 50-nabojowych. Armaty te zostały następnie zastąpione przez działka 25 mm Typ 96.
Okręty Polskiej Marynarki Wojennej uzbrojone w działa Mk VIII (wszystkie na podstawie Mk VII):
- ORP „Burza” (po modernizacji, od 1942)
- ORP „Piorun”
- ORP „Orkan”
- ORP „Krakowiak”, ORP „Kujawiak”, ORP „Ślązak”
- ORP „Dragon” i ORP „Conrad” – 2 x Mk VII

Warto zauważyć, że ORP „Burza” była jednym z nielicznych okrętów konstrukcji niebrytyjskiej noszących działko 40 mm Mk VIII (oprócz niej, nosił je krążownik „Jacob van Heemskerck”).

## Opis
Armata była chłodzona wodą, w tym celu lufa była otoczona chłodnicą. Na podstawach sprzężonych poczwórnie górne pary były charakterystycznie cofnięte w stosunku do dolnych, z uwagi na dostęp do magazynków po bokach, a na podstawach ośmiolufowych zewnętrzne działa były cofnięte w stosunku do środkowych. Lufy miały na ogół tłumiki płomieni. Amunicja dla każdej lufy była podawana z 14-nabojowych metalowych taśm ogniwkowych, które mogły być łączone w magazynkach w odcinki po 140 nabojów w podstawach ośmiolufowych, 112 w podstawach czterolufowych i 56 w pojedynczych .
Używano trzech rodzajów pocisków:
- wybuchowy (HE)
- przeciwpancerny (AP)
- półpancerny wybuchowy (SAP)

Podstawową amunicją była wybuchowa lub wybuchowa ze smugaczem.

## Dane taktyczno-techniczne
- kaliber: 40 mm
- długość armaty (bez podstawy): 2606 mm
- długość lufy: 1575 mm (L/39 – 39 kalibrów, w rzeczywistości L/39,37)[2]
- szybkostrzelność:
  - tryb synchronizowany: 96-98 strz/min[2] 
  - tryb automatyczny: 115 strz/min[2]
- masa armaty (bez podstawy):
  - wersja na amunicję standardową: 259,5 kg
  - wersja na amunicję HV: 385,6 kg
- masa naboju:
  - amunicja standardowa: 1,34 kg
  - amunicja HV: 1,30 kg
- masa pocisku:
  - amunicja standardowa: 0,91 kg
  - amunicja HV: 0,82 kg
- masa materiału wybuchowego:
  - pocisk standardowy HE: 0,071 kg
  - pocisk HV HE: ? kg
- długość naboju: 30,47 cm
- prędkość wylotowa:
  - amunicja standardowa: 585 m/s
  - amunicja HV: 701 m/s
- donośność:
  - pozioma (amunicja LV): maksymalna 3475 m, skuteczna 1100 m[2] 
  - pozioma (amunicja HV): maksymalna 4572 m, skuteczna 1550 m[2] [a]
  - pionowa (amunicja LV): 1555 m[5]
  - pionowa (amunicja HV): maksymalna 3960 m[2]

- kąt podniesienia: -10° +80° (podstawy sprzężone)
- masy podstaw:
  - 8-lufowa Mark VA: 15,3 t
  - 8-lufowa Mark VIA: 15,9 t
  - 4-lufowa Mark VII*: 8,7 t
  - 4-lufowa Mark VII*P: 11,19 t
  - pojedyncza Mark VIII: 1,8 t
  - pojedyncze Mark XVI i XVI*: 1,1 t